# Francisca Javiera Cabrini
Francesca Saverio Cabrini (Sant' Angelo Lodigiano, 15 de julio de 1850-Chicago, 22 de diciembre de 1917) fue una monja italiana, la primera ciudadana estadounidense en ser canonizada. En vida se la conoció como Mother Frances Xavier Cabrini (en inglés), Francisca Javier Cabrini (en español) o simplemente Madre Cabrini. Se la consideró el ejemplo italiano más acabado de fundadora de congregación consagrada a la asistencia social.

## Biografía
Francisca Cabrini nació en Sant'Angelo Lodigiano, en Lombardía (Italia), y fue la menor de los trece hijos de Agostino Cabrini y Stella Oldini (su madre y su padre). Desde que nació, su salud fue delicada. Tomó los votos religiosos en 1877, convirtiéndose en la madre superiora del orfanato Casa de la Providencia en Codogno, donde ejercía la enseñanza.  

En 1880 se cerró el orfanato y se convirtió en una de las siete miembros fundadores del Instituto de las Hermanas Misioneras del Sagrado Corazón de Jesús. En 1888 el Obispo de Piacenza, san Juan Bautista Scalabrini la invita a colaborar con sus misiones en América, a quien le dice: 
«Sería bueno, Madre, si usted decide enviar a sus hermanas a América. Abrimos una misión en Nueva York con una capilla y estamos a punto de abrir otra, tal vez por Navidad; creo que en esa ciudad sus hermanas podrían hacer mucho bien a nuestros emigrantes».
El 25 de mayo de 1888, en la estación del ferrocarril de Piacenza, Madre Cabrini se encuentra con san Juan Bautista Scalabrini, con quien estaba negociando la apertura de una casa para sus Misioneras del Sagrado Corazón, con escuela para niñas y un orfanato en Castel san Giovanni, en esta oportunidad, san Juan Bautista Scalabrini le comenta nuevamente su propuesta de que abrieran misión en América para asistir a los italianos. Este mismo día, en la misma estación, se encuentra con el carmelita P. Gerardo Beccaro, que se une a una conversación entre Cabrini y una de sus hermanas. A ellas les indica cómo la colaboración entre las Misioneras del Sagrado Corazón y los sacerdotes Scalabrinianos en América ayudaría a ambas congregaciones para proporcionar una mejor asistencia a muchas personas pobres, actuando como una especie de multiplicador de gracias.
El Santo, san Juan Bautista Scalabrini, recibe frecuentes solicitudes de enviar hermanas a Nueva York; de hecho en sus relaciones, padre Morelli y padre Zaboglio insisten en que, con la ayuda «de hasta dos o tres monjas», se podría establecer con éxito una escuela para evitar, entre otras cosas, que muchos jóvenes italianos se sientan atraídos por los esfuerzos proselitistas de las iglesias protestantes. También hay una benefactora americana, casada con un italiano, que solicita monjas porque tiene la intención de fundar una escuela de formación profesional para jóvenes italianas. El 5 de noviembre monseñor Michael Augustine Corrigan, Arzobispo de Nueva York, escribe al Obispo de Piacenza, san Juan Bautista Scalabrini, pidiéndole que envíe un grupo de monjas italianas; el arzobispo de Nueva York sugiere que sean las Hermanas de Santa Ana fundadas por madre Gattorno, a quien san Juan Bautista Scalabrini había ayudado en 1878 a abrir una misión en América del Sur. Sin embargo, el obispo de Piacenza piensa y recurre la Madre Cabrini.
Frente a esta propuesta Francisca Cabrini siente angustia, razón por la cual ora intensamente, busca consejo, se va a Roma para consultarse con algunos amigos y con el secretario de Propaganda Fide; habla con el cardenal Parocchi. Todo el mundo la tranquiliza y la invita a partir; aún no convencida, pide una audiencia a León XIII, el papa la convoca el 10 de enero de 1889. La reunión no resuelve del todo sus dudas; ella escribe: «A partir de este momento tendremos que dirigir nuestros pensamientos a América y pronto vamos a cruzar el océano con la más profunda alegría en nuestro corazón». Inmediatamente después de la audiencia, la madre Cabrini escribe desde Roma a una hermana, pidiéndole que visite lo antes posible para comunicarle su intención de salir en mayo.
La noche del 24 de febrero de 1889 Francisca Javiera Cabrini tiene un sueño, al igual que en una visión habla con su madre, la Virgen María, con el Sagrado Corazón y la venerable Antonia Belloni de Codogno, la ciudad donde comenzó su instituto; todos ellos la invitan a no tener miedo de ir a América, porque todo ha sido preparado. Y la mañana del 25, san Juan Bautista Scalabrini y Cabrini se encuentran en el Vaticano. Sintiéndose inquieta, Cabrini se detiene en la Basílica de San Pedro por un largo tiempo en oración. Luego regresa a su residencia en Vía Nomentana y se sorprende al encontrar un carro frente a la puerta de su casa. Es el Obispo san Juan Bautista Scalabrini que la está esperando. El Santo obispo baja de su carro, se acerca hacia ella y la saluda alegremente: «¡Oh, tú con tus sueños! Aquí está una carta de Nueva York, ahora pueden partir».

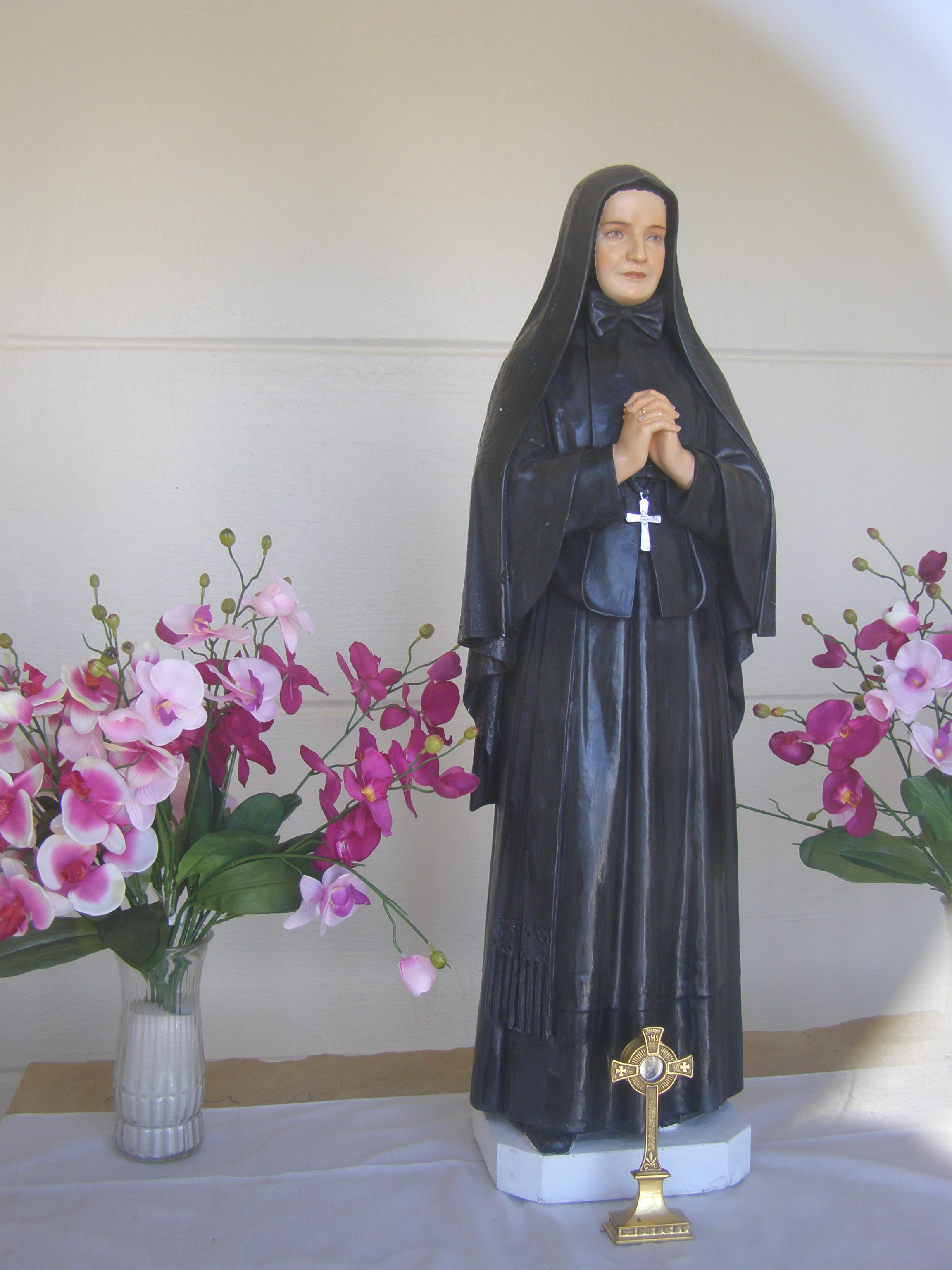
Estatua de Madre Cabrini

Madre Cabrini, antes de cambiar radicalmente el objetivo de su misión de los pueblos de Oriente a los pobres inmigrantes italianos en América, quiere ver las cosas con claridad. A pesar del sueño, la carta que entusiasma a san Juan Bautista Scalabrini la hace vacilar; pide una vez más audiencia a León XIII, en esta ocasión el papa no le deja dudas:
«No hacia Oriente, sino hacia Occidente. Su Instituto es todavía joven y tiene necesidad de recursos. Vayan a los Estados Unidos, los encontrarán y con ellos, un gran campo de trabajo».
El 18 de marzo, las primeras seis hermanas Misioneras del Sagrado Corazón destinadas a América, junto con su fundadora, reciben el crucifijo misionero de las manos del Mons. San Juan Bautista Scalabrini. En su homilía el obispo hace una pequeña, pero gran revelación, que parece coincidir con el sueño de la Madre Cabrini. Después de recorrer el contenido desgarrador de muchas cartas que recibe de América, recuerda a un misionero que ha pedido el envío “inmediato” de algunas monjas, para asistir a las niñas huérfanas e impedir que tantas niñas abandonadas se vayan por un mal camino.
Santa Cabrini y sus hermanas llegan a Nueva York la noche del 31 de marzo de 1889. Luego se expandieron a Chicago, Seattle, Nueva Orleáns, Denver, Los Ángeles, y en algunos países de Sudamérica y Europa. En 1909 se nacionalizó estadounidense.
La madre Cabrini falleció de disentería en el hospital Columbus de Chicago. Sus restos se encuentran enterrados en la Escuela Secundaria Madre Cabrini (Mother Cabrini High School), en avenida Fort Washington 701 (Manhattan).

## Reconocimiento
Francisca Cabrini fue beatificada el 13 de noviembre de 1938 por el papa Pío XI y canonizada el 7 de julio de 1946 por el papa Pío XII.
El milagro que habilitó su beatificación se refiere a la restauración de la vista de un niño que había sido cegado por un exceso de nitrato de plata en los ojos.
El milagro de su canonización fue la cura de una enfermedad terminal en la persona de una monja.
En 1950, Pío XII proclamó a la madre Cabrini la santa patrona de los inmigrantes y en 1952 el American Committee on Italian Migration de Nueva York la declaró la inmigrante italiana del siglo.
Existen varias oraciones e himnos en su honor.

## Correspondencia de Francisca Javiera Cabrini
Santa Francisca Javiera Cabrini no escribió libros, lo que se logró editar es una parte de la numerosa correspondencia que ella mantuvo con las hermanas de Codogno y otras misivas que dirigió a las alumnas del Magisterio. Estas cartas se publicaron en un libro editado en Buenos Aires en mayo de 1957.
Madre Cabrini escribió esas cartas durante sus viajes en barco, por eso se las catalogó según el origen y destino de sus numerosos viajes.
- segundo viaje a Nueva York, abril de 1890
- de Nueva York a El Havre, agosto de 1890
- de El Havre a Nueva York, septiembre de 1890
- de Nueva York a Nicaragua, octubre de 1891
- de Génova a Nueva York, septiembre de 1894
- de Nueva Orleans a Panamá, mayo de 1895
- de Buenos Aires a Barcelona, agosto de 1896
- de Liverpool a Nueva York, noviembre de 1898
- de Nueva York a El Havre, septiembre de 1899
- de Génova a Buenos Aires, diciembre de 1900
- de Buenos Aires a Génova, agosto de 1901
- de Londres a Nueva York, agosto de 1902
- En la inauguración de una Casa de las Misioneras del Sagrado Corazón, en Denver, noviembre de 1902
- Carta a las Alumnas del Magisterio, En Roma, mayo de 1904
- Carta a las Alumnas del Magisterio, En Roma, mayo de 1905
- Carta a las Alumnas del Magisterio, En Roma, febrero de 1906

1. ↑  Un ejemplo de himno es el siguiente: 

Gloria, gloria a la santa Cabrini,
Misionera del célico ardor,
que traspuso del mundo los confines
irradiando su gran fe, esperanza y amor.

Misioneras del Sagrado Corazón
su Instituto ella quiso llamar,
pues la llama que abrasó su corazón
hizo de ella un viviente altar.

Incansable en la lucha divina,
la divisa de Pablo escogió,
y abrazando la cruz y las espinas,
nuevo apóstol su vivir al Señor consagró.

Misioneras…

A tu altar hoy venimos gozosos
implorando tu ayuda y favor,
muéstranos tus miradas amorosas,
danos Madre fe ardiente, confianza y valor.

Misioneras…

## Obras en su honor
Hasta la fecha se han realizado dos películas en honor a Santa Francisca Javier Cabrini:
- Mother Cabrini (2016). Estrenada en Italia y Estados Unidos, fue la primera adaptación de la santa a la gran pantalla.

- Cabrini (2024). Una Mujer Italiana fue el nombre en español y se estrenó en Estados Unidos el 8 de Marzo de 2024 con críticas positivas[8]